# Стаффорд, Уильям (экономист)
Уильям Стаффорд (англ. William Stafford; 1 марта 1554, Рочфорд (Эссекс) — 16 ноября 1612) — английский экономист. Отец публициста Уильяма Стаффорда.
Сын придворного Уильяма Стаффорда, женатого на сестре Анны Болейн. Вскоре после его рождения семья Стаффордов бежала в Швейцарию от гонений на протестантов при королеве Марии и вернулась в 1559 году. С 1564 года Стаффорд учился в Винчестерском колледже, затем окончил Новый колледж Оксфордского университета (1571). Некоторое время преподавал там же, затем перебрался в Лондон, где его мать была фрейлиной королевы Елизаветы.
В 1581 году Стаффорд опубликовал книгу «Критическое изложение некоторых жалоб наших соотечественников» (англ. A Compendious Examination of Certain Ordinary Complaints) — одно из программных сочинений раннего меркантилизма: в диалогах между представителями различных общественных сословий Стаффорд проводил мысль о том, что для борьбы с обесценением денег и, как следствие, ухудшением уровня жизни необходим запрет на вывоз золота и серебра, государственное регулирование торговли с целью ограничения импорта, поддержка отечественных производителей.
В второй половине 1580-х годов Стаффорд принял участие в политических интригах между Англией и Францией. Сперва в 1585 году он отправился в Париж к своему брату, английскому послу Эдварду Стаффорду, где занимался разведывательной деятельностью (как считается, без официального государственного поручения). Вернувшись в Лондон, он был привлечён французским послом Гийомом Л’Обепином к заговору с целью отравления королевы Елизаветы, но разоблачил заговор перед королевским министром Фрэнсисом Уолсингемом (по некоторым предположениям, Стаффорд мог изначально быть агентом Уолсингема).
В 1594 году Стаффорд женился и более не участвовал в общественной жизни.